# Stade toulousain baseball
Cet article concerne la section baseball du Stade toulousain. Pour le club omnisports, voir Stade toulousain.
Le Stade toulousain baseball est la section baseball du Stade toulousain. L'équipe est surnommée les Tigers de Toulouse. Le club français localisé à Toulouse est fondé en 1987 par Kandy Nelson. Il évolue en Championnat de France Élite. En 2004, les Tigers deviennent la section baseball du Stade toulousain, avant le rattachement au Stade, le nom officiel du club était « Baseball Softball Club Toulouse-Blagnac ».

## Histoire
Fondé en 1987, le club accède à la division Élite en 1994, pour y demeurer sans interruption jusqu'en 2016. À partir de 2017, le club évolue en division 2. Le 9 mars 2004, il intègre le Stade toulousain.

## Palmarès

### Palmarès de l'équipe première
- Vice-champion de France Élite : 2006.
- Finaliste du Challenge de France : 2007.
- Champion de France N1 (D2) : 1993.
- Vice-champion de France N3 (D4) : 1990.
- Champion régional de Midi-Pyrénées : 1989.

### Palmarès des équipes réserves
- Champion de France N2 (D3) : 2006, 2010.
- Champion régional de Midi-Pyrénées : 1997, 2003, 2004, 2006, 2010.

## Bilan saison par saison
| Saison | Division         | Saison régulière | Saison régulière | Saison régulière | Séries éliminatoires                                         |
| Saison | Division         | Classement       | Vic.             | Déf.             | Séries éliminatoires                                         |
| 1989   | DH Midi-Pyrénées |                  |                  |                  | Champion                                                     |
| 1990   | Nationale 3 (D4) |                  |                  |                  | Champion                                                     |
| 1991   | Nationale 2 (D3) |                  |                  |                  |                                                              |
| 1992   | Nationale 1 (D2) |                  |                  |                  |                                                              |
| 1993   | Nationale 1 (D2) |                  |                  |                  | Champion                                                     |
| 1994   | Élite (D1)       |                  |                  |                  |                                                              |
| 1995   | Élite (D1)       |                  |                  |                  |                                                              |
| 1996   | Élite (D1)       |                  |                  |                  |                                                              |
| 1997   | Élite (D1)       |                  |                  |                  |                                                              |
| 1998   | Élite (D1)       |                  |                  |                  |                                                              |
| 1999   | Élite (D1)       |                  |                  |                  |                                                              |
| 2000   | Élite (D1)       |                  |                  |                  |                                                              |
| 2001   | Élite (D1)       |                  |                  |                  |                                                              |
| 2002   | Élite (D1)       |                  |                  |                  |                                                              |
| 2003   | Élite (D1)       |                  |                  |                  | 1/2 f. : D 1-2 (Savigny)                                     |
| 2004   | Élite (D1)       |                  |                  |                  | 1/2 f. : D 1-2 (Savigny)                                     |
| 2005   | Élite (D1)       |                  |                  |                  | 1/2 f. : D 0-2 (Savigny)                                     |
| 2006   | Élite (D1)       | 1er              | 17               | 5                | 1/2 f. : V 3-0 (Sénart) finale : D 2-3 (Rouen) Vice-champion |
| 2007   | Élite (D1)       | 5e               | 12               | 12               | pas qualifié                                                 |
| 2008   | Élite (D1)       | 5e               | 10               | 18               | pas qualifié                                                 |
| 2009   | Élite (D1)       | 6e               | 11               | 17               | pas qualifié                                                 |
| 2010   | Élite (D1)       | 5e               | 9                | 15               | pas qualifié                                                 |